# بخش داربی (شهرستان یونیون، اوهایو)
بخش داربی (به انگلیسی: Darby Township) یک منطقهٔ مسکونی در ایالات متحده آمریکا است که در شهرستان یونیون، اوهایو واقع شده‌است.
 بخش داربی ۸۱٫۷ کیلومتر مربع مساحت و ۲٬۰۶۰ نفر جمعیت دارد و ۲۹۲ متر بالاتر از سطح دریا واقع شده‌است.